# Svenska mästerskapen i längdskidåkning 1923
Svenska mästerskapen i längdskidåkning 1923 arrangerades i Härnösand.

## Medaljörer, resultat

### Herrar
| Gren             | Guld             | Guld       | Silver          | Silver     | Brons          | Brons         |
| 30 km            | John Lindgren    | IFK Umeå   | Sven Utterström | Bodens BK  | Algon Stoltz   | Bodens BK     |
| 60 km            | Per-Erik Hedlund | Särna SK   | Oscar Lindberg  | IFK Norsjö | Torkel Persson | Östersunds SK |
| Lagtävling 30 km | IFK Umeå         | IFK Umeå   |                 |            |                |               |
| Lagtävling 60 km | IFK Norsjö       | IFK Norsjö |                 |            |                |               |

### Damer
| Gren             | Guld           | Guld       | Silver        | Silver     | Brons         | Brons   |
| 10 km            | Agnes Lindberg | IFK Norsjö | Signora Norén | IFK Norsjö | Frida Jonsson | Bollnäs |
| Lagtävling 10 km | SK Älgarna     | SK Älgarna |               |            |               |         |

### Webbkällor
- Svenska Skidförbundet